# Eupithecia olivacea
Eupithecia olivacea là một loài bướm đêm trong họ Geometridae.